# Puzzle and Action
Puzzle and Action est une série de jeux vidéo développée par Sega en 1993 sur borne d'arcade. La série comprend quatre épisodes : Puzzle and Action: Tant-R, Puzzle and Action: Ichidant-R, Puzzle and Action: Sando-R (sous-titré Treasure Hunt en occident) et Taisen Tanto-R Sashissu!!. Les deux premiers épisodes ont également été édités sur Mega Drive en 1994.
Les jeux proposent une succession de mini-jeux mettant en œuvre la logique et/ou les réflexes dans une ambiance décalé.